# Liste der Biografien/Mix
Liste der Biografien |
Portal Biografien |
Personensuche
# |
A |
B |
C |
D |
E |
F |
G |
H |
I |
J |
K |
L |
M |
N |
O |
P |
Q |
R |
S |
T |
U |
V |
W |
X |
Y |
Z |
?
 
Ma |
Mb |
Mc |
Md |
Me |
Mf |
Mg |
Mh |
Mi |
Mj |
Mk |
Ml |
Mm |
Mn |
Mo |
Mp |
Mq |
Mr |
Ms |
Mt |
Mu |
Mv |
Mw |
Mx |
My |
Mz
 
Mia |
Mib |
Mic |
Mid |
Mie |
Mif |
Mig |
Mih–Mik |
Mil |
Mim |
Min |
Mio |
Mip |
Miq |
Mir |
Mis |
Mit |
Miu |
Miv |
Miw |
Mix |
Miy |
Miz
Die Liste der Biografien führt alle Personen auf, die in der deutschsprachigen Wikipedia einen Artikel haben. Dieses ist eine Teilliste mit 28 Einträgen von Personen, deren Namen mit den Buchstaben „Mix“ beginnt.

## Mix
- Mix & Remix (1958–2016), Schweizer Cartoonist und Illustrator
- Mix Master Mike (* 1970), US-amerikanischer DJ
- Mix, Erich (1898–1971), deutscher Politiker (NSDAP, FDP), MdL
- Mix, G. P. (1876–1944), US-amerikanischer Politiker
- Mix, Meinrad (1913–1999), deutscher Bühnenbildner, Graphiker und Kunsterzieher
- Mix, Ron (* 1938), US-amerikanischer American-Football-Spieler und Rechtsanwalt
- Mix, Steffen (1989–2017), deutscher Fußballschiedsrichter
- Mix, Tom (1880–1940), US-amerikanischer Filmschauspieler, Regisseur und Produzent
- Mix, York-Gothart (* 1951), deutscher Literaturwissenschaftler und Komparatist

### Mixa
- Mixa, Franz (1902–1994), österreichischer Komponist und Dirigent
- Mixa, Walter (* 1941), deutscher Militärbischof für die Bundeswehr (2000–2010) und Bischof von Augsburg (2005–2010)
- Mixaylov, Sergey (* 1976), usbekischer Boxer

### Mixi
- Mixich, Daniel (* 1997), deutscher Basketballspieler
- Mixirica, Márcio (* 1975), brasilianischer Fußballspieler

### Mixl
- Mixl, Reinhard (* 1961), deutscher Politiker (AfD)

### Mixm
- Mixmaster Morris (* 1965), britischer Ambient-Musiker

### Mixn
- Mixner, David (1946–2024), US-amerikanischer Bürgerrechtler, politischer Berater und Autor
- Mixner, Manfred (* 1947), österreichischer Schriftsteller

### Mixo
- Mixon, Benjamin R. (* 1953), US-amerikanischer Offizier, Generalleutnant der US-Army
- Mixon, Bernard (1949–2019), US-amerikanischer Jazzsänger und Schauspieler
- Mixon, Danny (* 1949), US-amerikanischer Jazzpianist und -organist
- Mixon, Joe (* 1996), US-amerikanischer American-Football-Spieler
- Mixon, Katy (* 1981), US-amerikanische SchauspielerinKaty Mixon (* 1981)

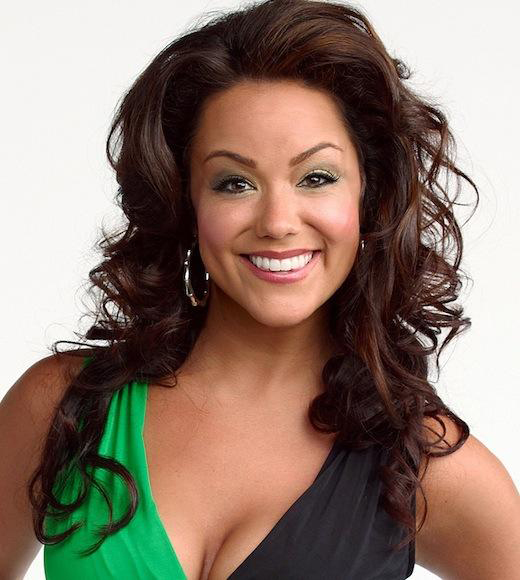
Katy Mixon (* 1981)

- Mixon, Laura J. (* 1957), US-amerikanische Science-Fiction-Schriftstellerin sowie Chemie- und Umweltingenieurin
- Mixon, Robert W. Jr. (* 1952), US-amerikanischer Offizier, Generalmajor der US-Army

### Mixs
- Mixsa, Hans-Volker (1944–2016), deutscher Bildhauer
- Mixsa, Jan (* 1970), deutscher Schauspieler, Synchronsprecher, Bühnenbildner und Puppenspieler
- Mixson, Wayne (1922–2020), US-amerikanischer Politiker